# Verran
Verran was een gemeente in de Noorse provincie Trøndelag. De gemeente telde 2515 inwoners in januari 2017. Op 1 januari 2020 werd Verran opgeheven als zelfstandige gemeente en toegevoegd aan de gemeente Steinkjer.

## Plaatsen in de gemeente
- Bjørkan
- Follafoss
- Holderen
- Malm
- Sela
- Verrabotn
- Verrastranda
- Vika
- Ørsjødalen